# Graffiti Markup Language
Graffiti Markup Language (GML) es un formato de archivo basado en XML usado para guardar grafitis, creado por Jamie Wilkinson, Chris Sugrue, Theo Watson y Evan Roth. Aplicaciones populares como Graffiti Analysis, EyeWriter y Mozilla Firefox implementan GML. GML es producto de la colaboración entre artistas, hackers y programadores, y puede ser usado para replicar grafitis usando robots.
GML ganó un Open Web Award en 2011.